# John Chambers
John M. Chambers es el creador y principal diseñador del lenguaje de programación S. También es un miembro clave del proyecto R.

## Biografía
En 1963, Chambers recibió el grado de Bachiller en Matemáticas en la Universidad de Toronto. En 1966, obtuvo su Ph.D. en estadística en Harvard.
Trabajó como miembro del departamento de investigación de los Laboratorios Bell desde 1966 hasta su retiro en 2005. Es profesor consultante en la Universidad Stanford desde 2008.

## Premios y distinciones
Chambers es miembro de la Asociación de Estadística de Estados Unidos, de la AAAS y del Instituto Internacional de Estadística.
Fue galardonado con el Premio ACM Software System del año 1998. Donó el dinero del premio (US $ 10.000) a la Asociación de Estadística de Estados Unidos para fundar un premio por el software estadístico nuevo.